# Deuteruro de hidrógeno
El deuteruro de hidrógeno es una sustancia diatómica molecular o compuesto de dos isótopos del hidrógeno: el isótopo por excelencia 1H protio y el 2H deuterio. Su fórmula molecular apropiada es H2H pero por simplicidad es usualmente escrita como HD.

## Abundancia natural
El hidrógeno deutérido es un componente menor en las moléculas naturales de hidrógeno. En particular, el hidrógeno deutérido es uno de los menores pero notables componentes de las atmósferas de todos los planetas gigantes, con abundancias de alrededor de 30 ppm hasta 200 ppm. El HD también ha sido encontrado en los restos de las supernovas, y otras fuentes.

Espectro H-RMN de una solución de HD (mostrada en rojo) y H_{2} (azul). El triplete 1:1:1 surge del acoplamiento del núcleo del ^{1}H (S = 1/2) al del ^{2}H (S = 1).

| Planeta | HD      | H2          |
| ------- | ------- | ----------- |
| Júpiter | ~0.003% | 89.8% ±2.0% |
| Saturno | ~0.011% | 96.1% ±2.5% |
| Urano   | ~0.007% | 83.0% ±3.0% |
| Neptuno | ~0.019% | 80.0% ±3.2% |

## Espectros de emisión de radio
El HD y el H2 tienen espectros de emisión muy similares, pero las frecuencias de las mismas difieren.
La frecuencia de la astromómicamente importante transición rotacional J = 1-0 del HD a 2.7 THz se ha medido con la sintonizable radiación FIR con una precisión de 150 kHz.